# Лефрой (гора)
Лефрой (англ. Mount Lefroy) — гора на континентальном водоразделе на западе Канады на границе Альберты и Британской Колумбии. Расположена на восточной стороне перевала Эббот, который отделяет озеро Луиз в национальном парке Банф от озера О'Хара в национальном парке Йохо. Гора Виктория находится сразу на западной стороне перевала. 19-я по высоте гора Альберты.

## История

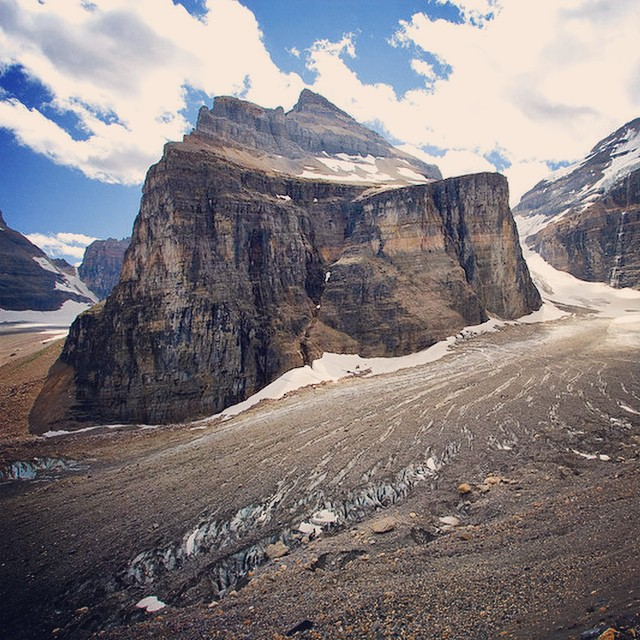
Северный склон горы Лефрой и ледник горы Виктория на переднем плане

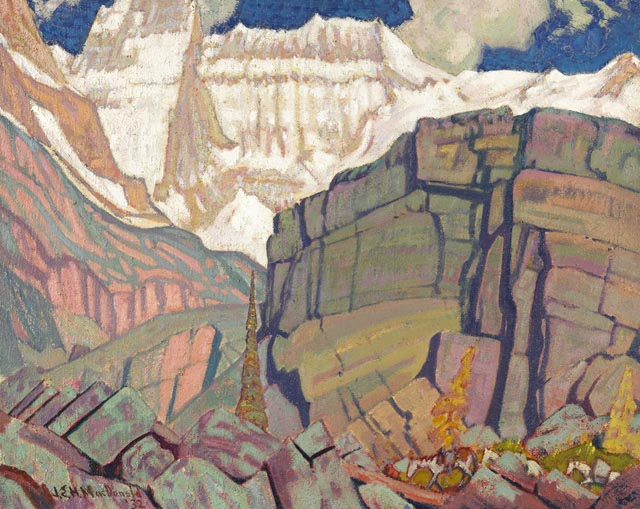
«Маунт-Лефрой», Джеймс Макдоналд (1932, Национальная галерея Канады, Оттава)

Гора была названа канадским геологом и географом Джорджем М. Доусоном в 1894 году в честь сэра Джона Генри Лефроя (1817—1890), астронома, который проехал более 8 800 км на севере Канады в период с 1842 по 1844 годы, проводя метеорологические и магнитные наблюдения.
Гора стала местом первого в Канаде скалолазания со смертельным исходом. В 1896 году во время неудавшейся попытки восхождения Филип Стэнли Эббот поскользнулся на скалах после того, как сошёл с ледяной площадки, и разбился насмерть.
Первое успешное восхождение было совершено в 1897 году Дж. Норманом Колли, Артуром Майклом, Х. Диксоном; Чарльз Фэй, Питер Сарбах, Р. Вандерлип, К. Нойес, Чарльз Томпсон и Х. Паркер.
«Маунт-Лефрой» — одни из наиболее известных картин канадских художников из «Группы семи» Лоурена Харриса (1885—1970) и Джеймса Макдоналда (1873—1932).

## Геология
Как и другие горы в парке Банф, Лефрой состоит из осадочных пород кембрийского периода. Образовавшаяся в мелководных морях, эта осадочная порода была вытолкнута на восток поверх более молодой породы во время Ларамийского орогенеза.

## Климат
По классификации Кёппена года находится в субарктической климатической зоне с холодной снежной зимой и умеренным летом. Зимние температуры могут быть ниже −20 °C.